# Cocotomey
Cocotomey' est un quartier de l'arrondissement de Godomey dans la commune d'Abomey-Calavi localisée dans le département de l'Atlantique dans le Sud du Bénin,

## Histoire et Toponymie

### Histoire
Cocotomey devient officiellement un quartier de l'arrondissement de Godomey le 27 mai 2013 après la délibération et adoption par l'Assemblée nationale du Bénin en sa séance du 15 février 2013 de la loi n° 2013-O5 du 15/02/2013 portant création, organisation, attributions et fonctionnement des unités administratives locales en République du Bénin.

## Géographie
Cocotomey fait partie des 49 villages et quartiers de ville que compte l'arrondissement de Godomey.

## Population
Selon le Recensement Général de la Population et de l'Habitation(RGPH4) de l'Institut National de la Statistique et de l'Analyse Economique(INSAE) au Bénin en 2013, la population de Cocotomey compte 7279 ménages avec un effectif de 31086 habitants.
| Indicateur           | 2013  |
| -------------------- | ----- |
| Nombre de ménages    | 7279  |
| Population féminine  | 16098 |
| Population masculine | 14988 |
| Population totale    | 31086 |

### Galerie de photos

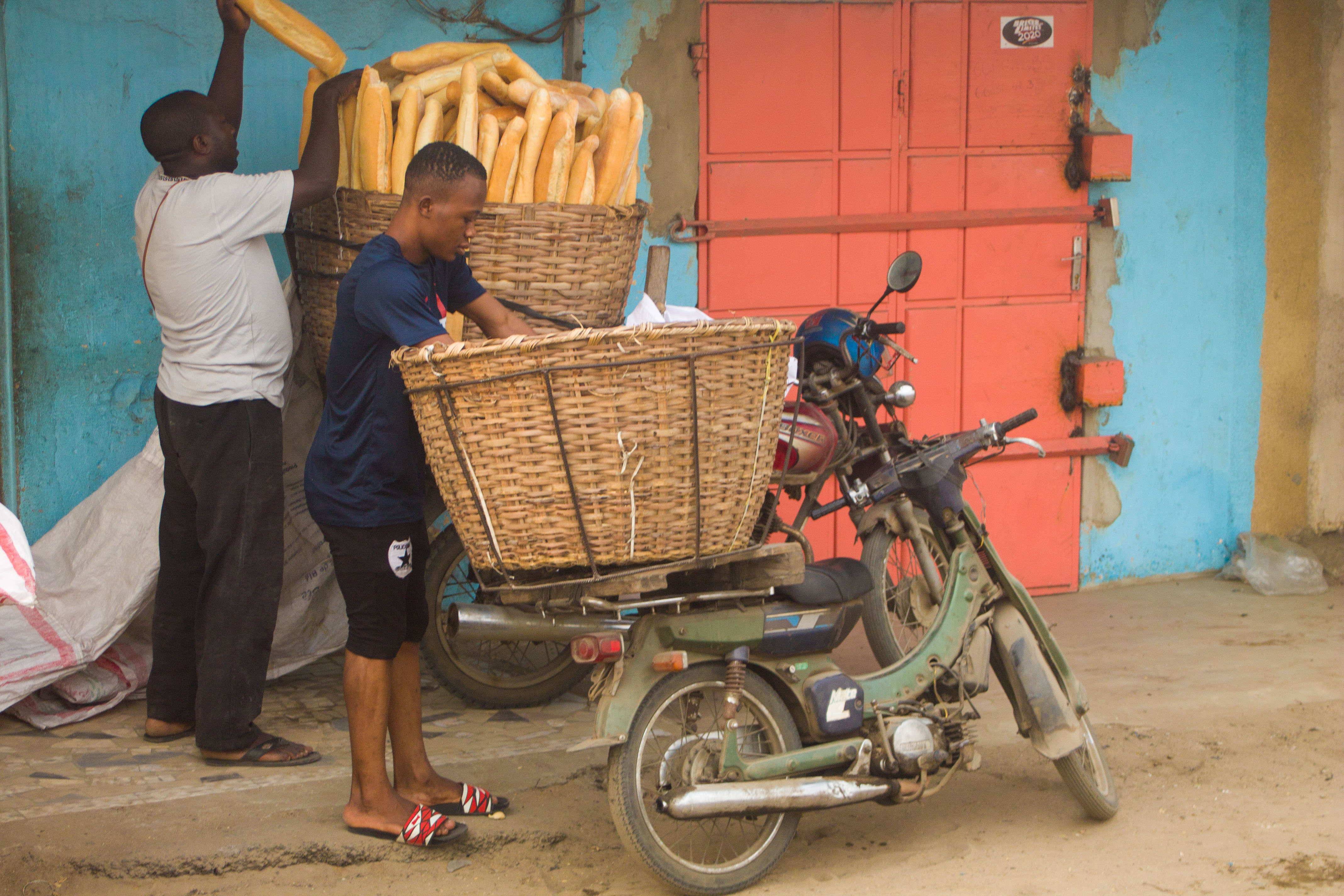
Boulangerie de Cocotomey
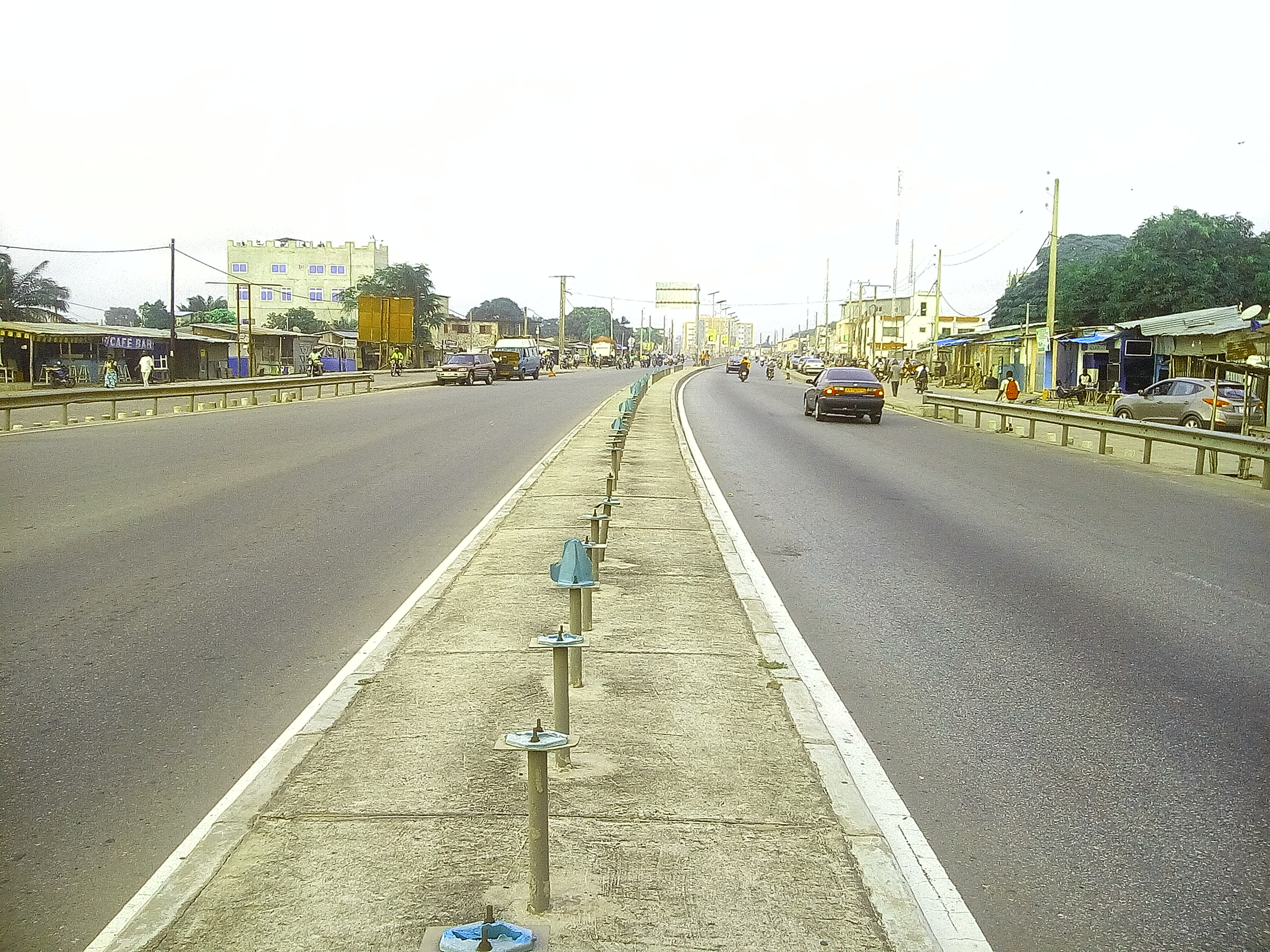
Godomey-cocotomey
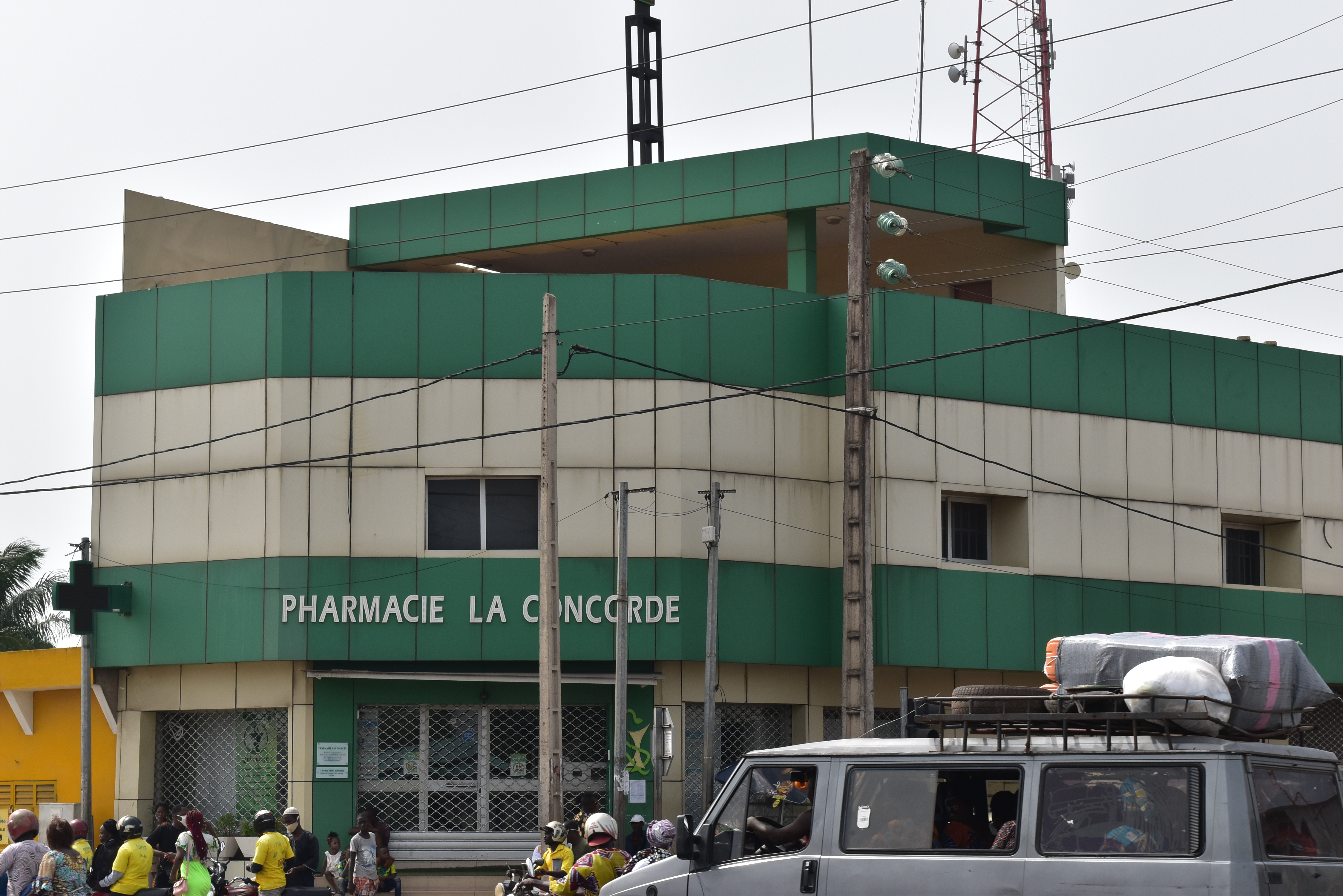
Pharmacie la concorde à cocotomey au Bénin.
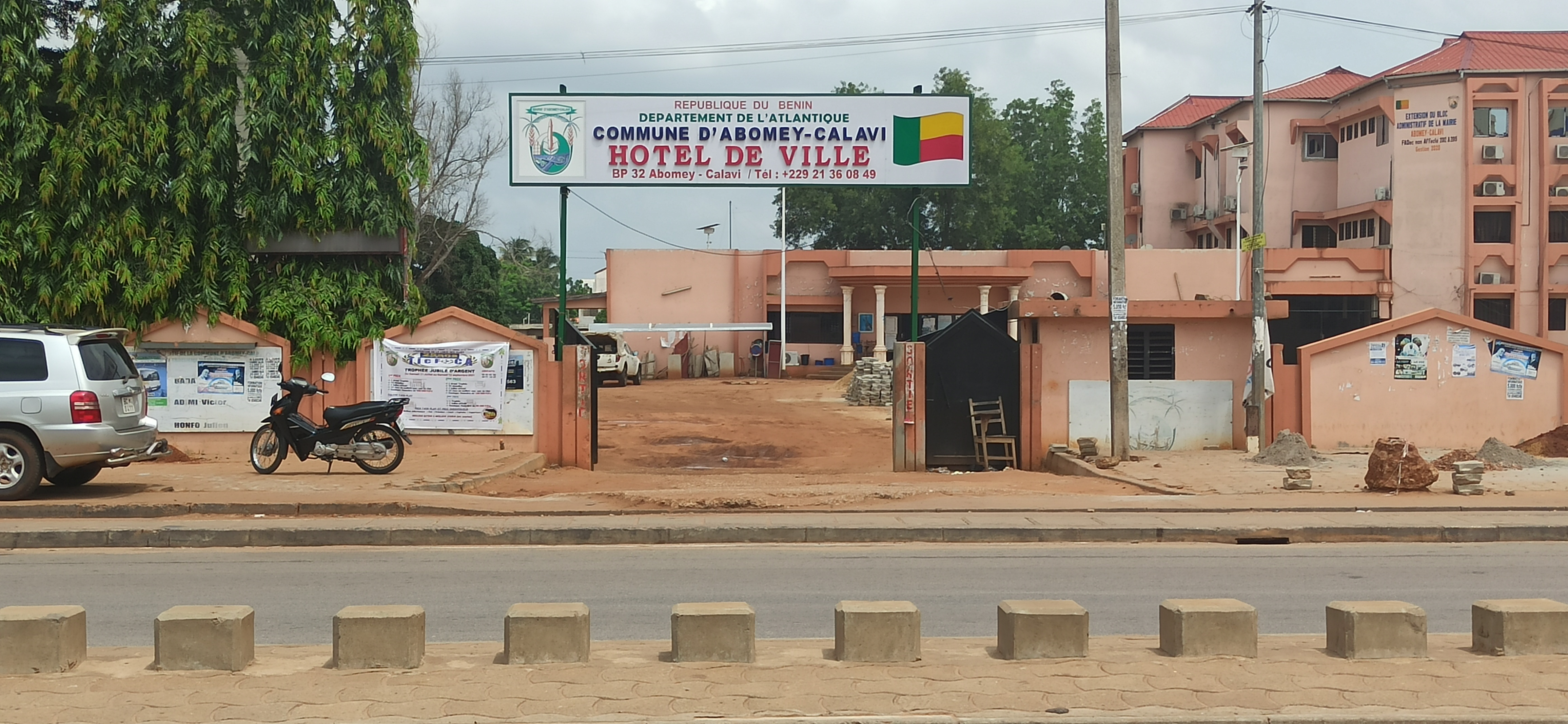
Mairie d'Abomey-calavi